# Perdita hirtella
Perdita hirtella là một loài Hymenoptera trong họ Andrenidae. Loài này được Timberlake mô tả khoa học năm 1968.